# Aurobindo

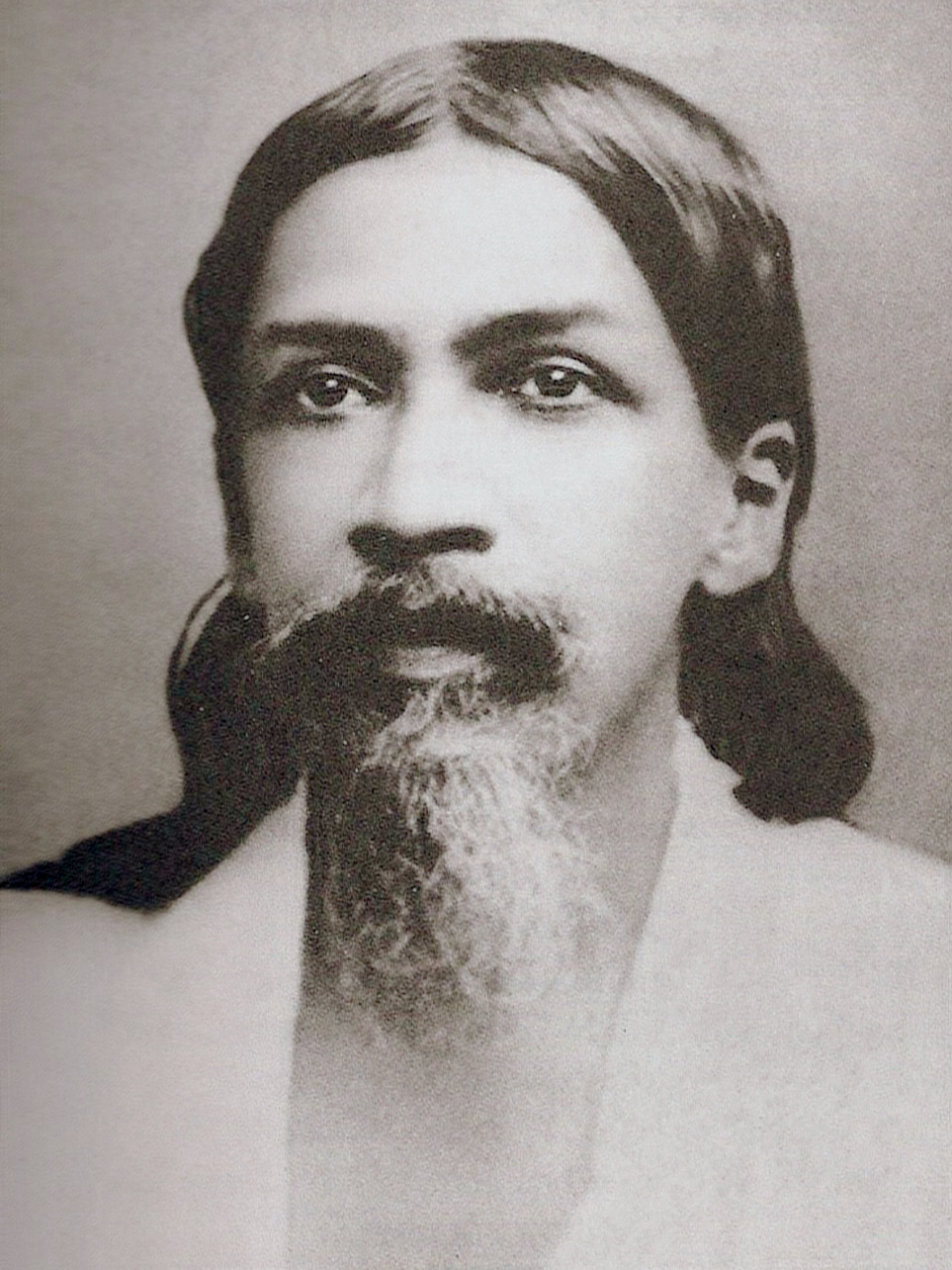
Aurobindo rond 1900

Aurobindo Ghose, ook Sri Aurobindo genoemd (Calcutta, 15 augustus 1872 - Puducherry, 5 december 1950) was een Indiaas nationalist en vrijheidsstrijder, yogi, goeroe, hindoe-mysticus, filosoof en dichter. Hij was een van de belangrijke onafhankelijkheidsstrijders van India.
Hij stond aan de basis van de integrale yoga. Mirra Alfassa, zijn Franse gezellin die later als 'Moeder' de door hem opgerichte ashram organiseerde, richtte na zijn dood in 1968 de leefgemeenschap Auroville op nabij de stad Pondicherry in Tamil Nadu.